# Phymaturus antofagastensis
Espèce
Statut de conservation UICN

 LC  : Préoccupation mineure
Phymaturus antofagastensis est une espèce de sauriens de la famille des Liolaemidae.

## Répartition
Cette espèce est endémique de la province de Catamarca en Argentine. On la trouve entre 3 700 et 4 500 m d'altitude.

## Description
C'est un saurien vivipare.

## Étymologie
Son nom d'espèce, composé de antofagast et du suffixe latin -ensis, « qui vit dans, qui habite », lui a été donné en référence au lieu de sa découverte, le département d'Antofagasta de la Sierra.

## Publication originale
- Pereyra, 1985 : Nuevo iguanido del género Phymaturus del noroeste Argentino. Boletín de la Asociación Herpetológica Argentina, vol. 2, no 4, p. 3-4 (texte intégral).